# Volpedo
Volpedo, (Volped en piemontès) és un municipi situat al territori de la província d'Alessandria, a la regió del Piemont (Itàlia).
Limita amb els municipis de Casalnoceto, Godiasco, Monleale, Montemarzino, Pozzol Groppo i Volpeglino.
Les frazione de Ca' Barbieri, Casanova, Cascinetta, Cà Stringa, Croce i Ghilina pertanyen al municipi de Volpedo.

## Galeria fotogràfica

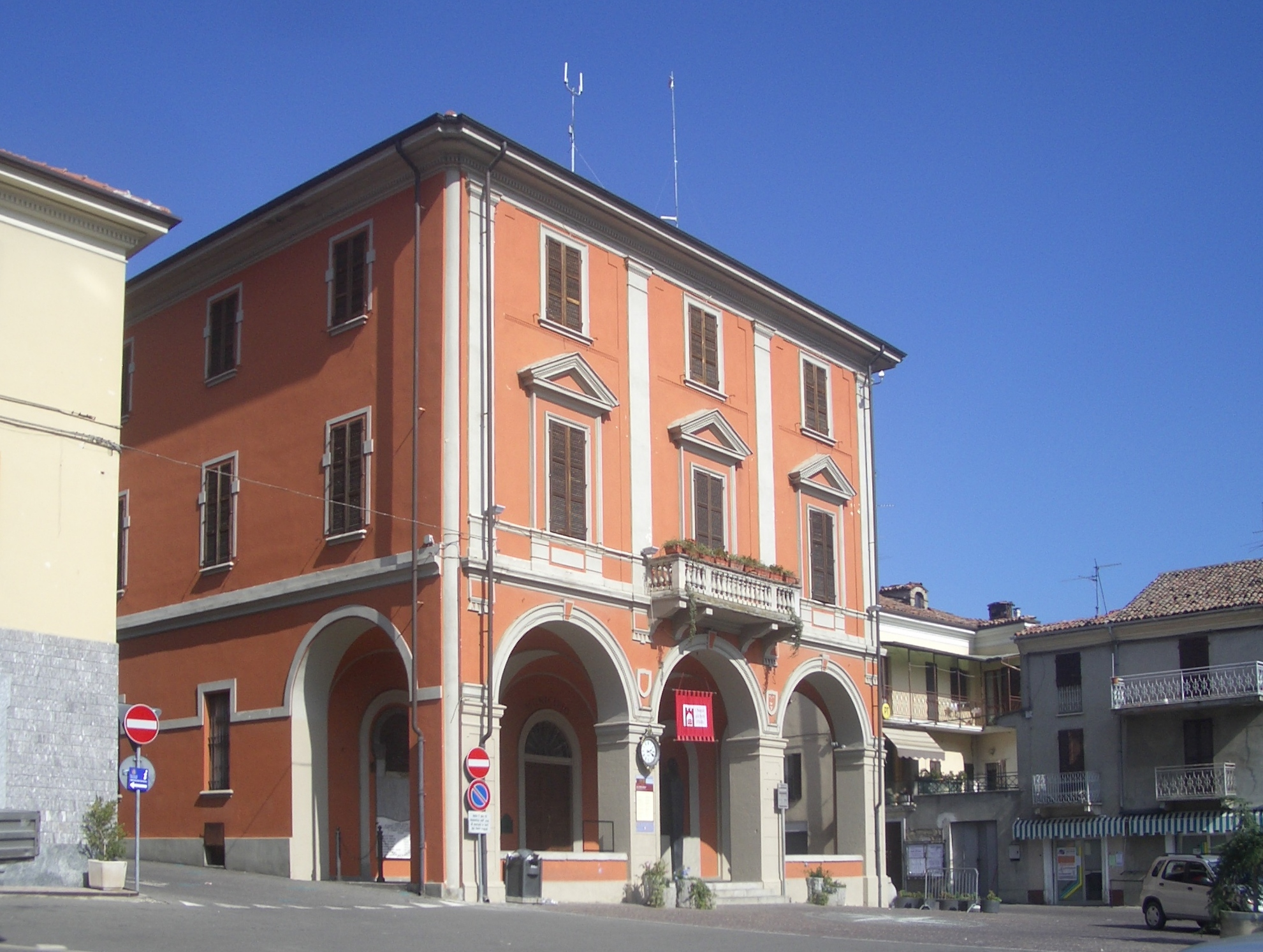
Ajuntament
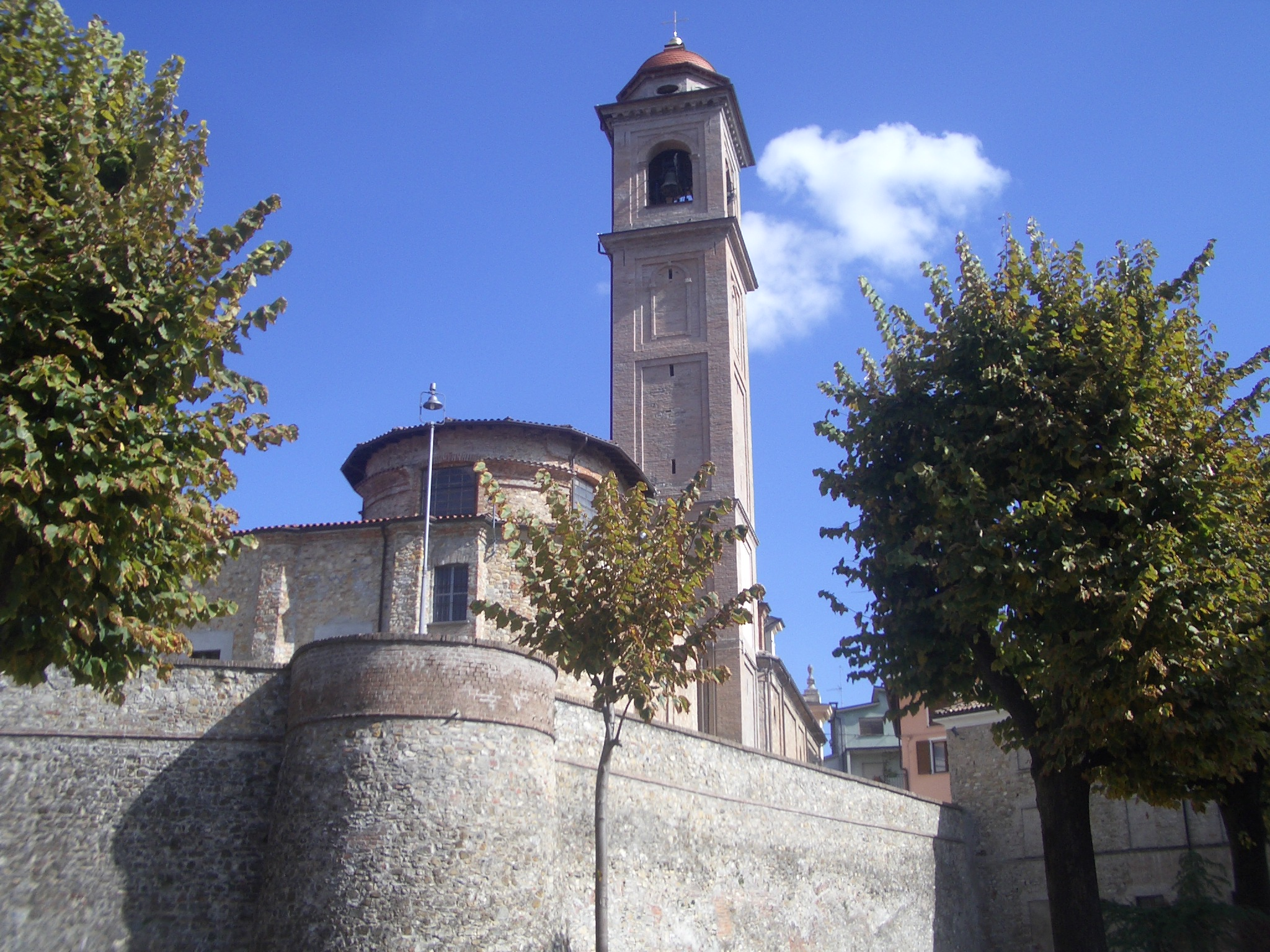
Església parroquial
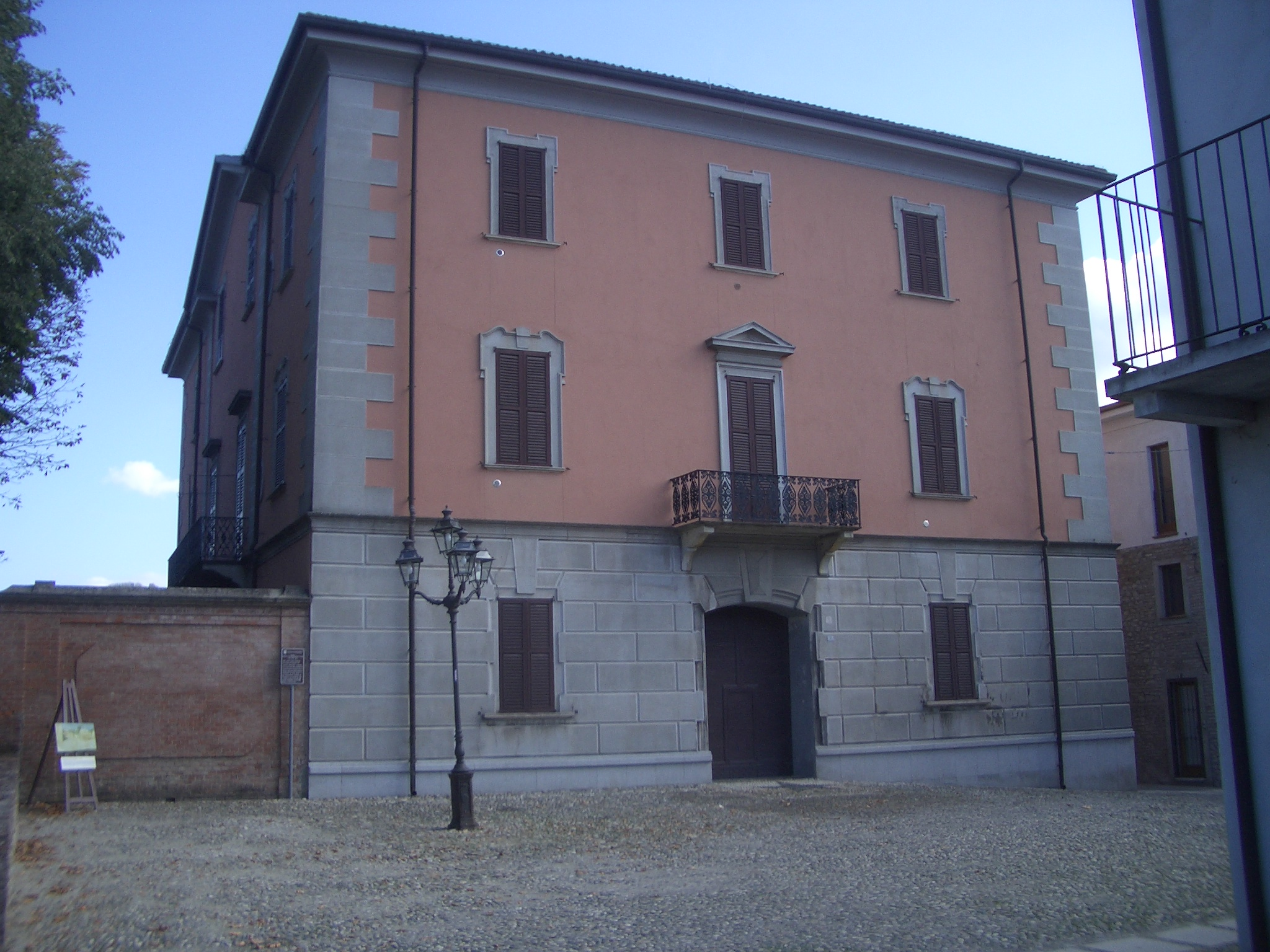
Plaça Quarto Stato i palau Malaspina
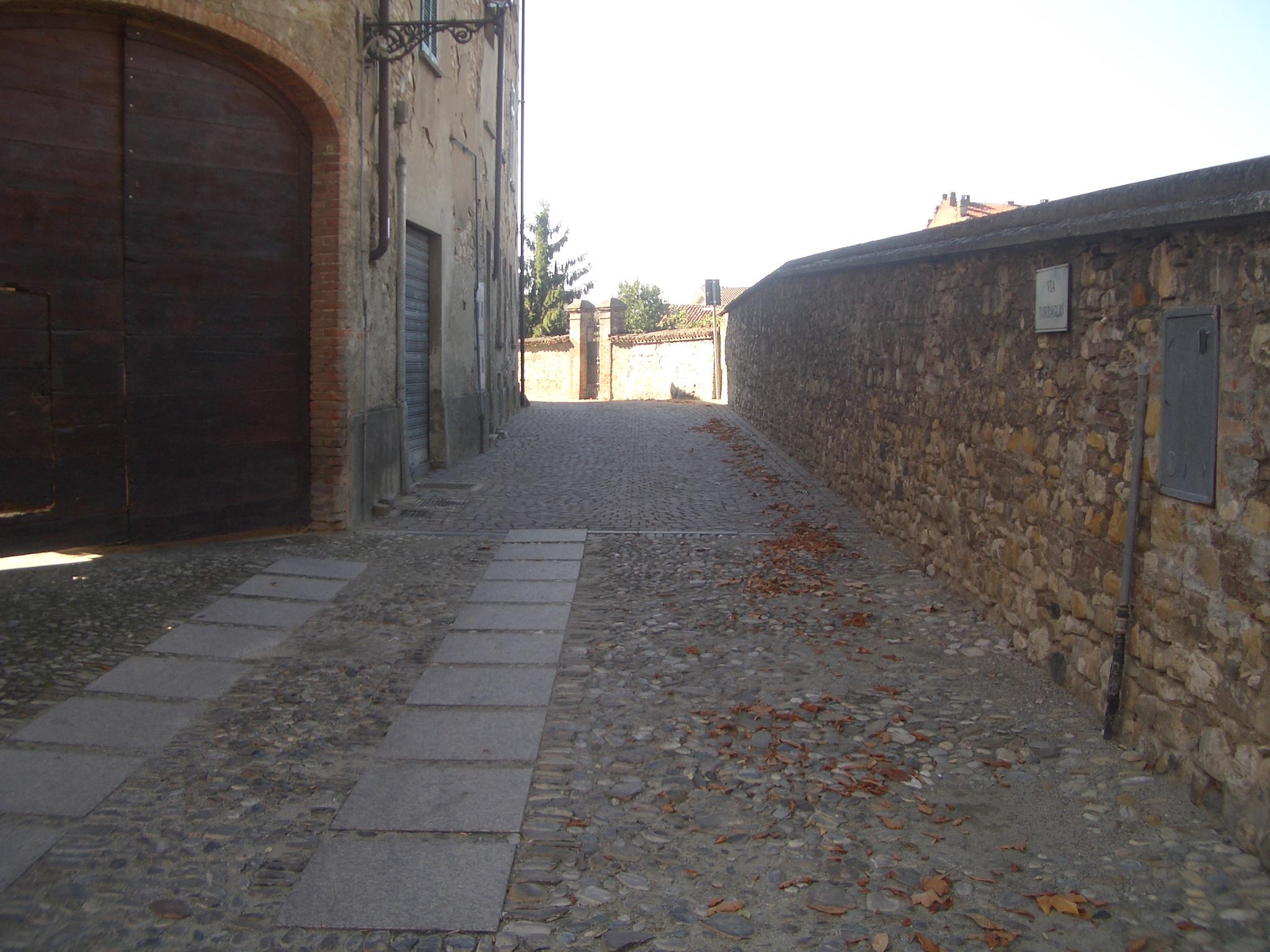
Vista de Via Torraglio
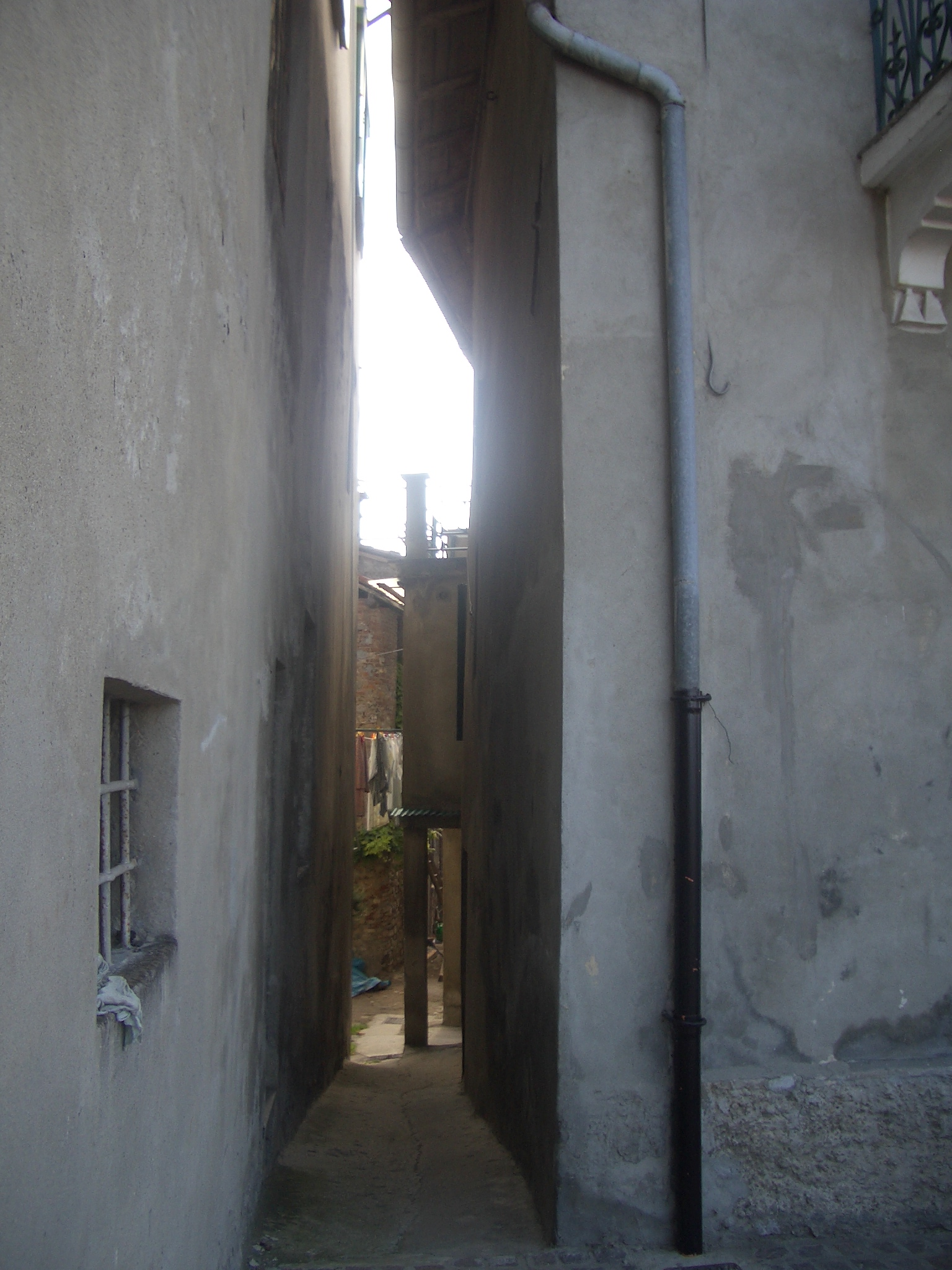
Vista del poble vell
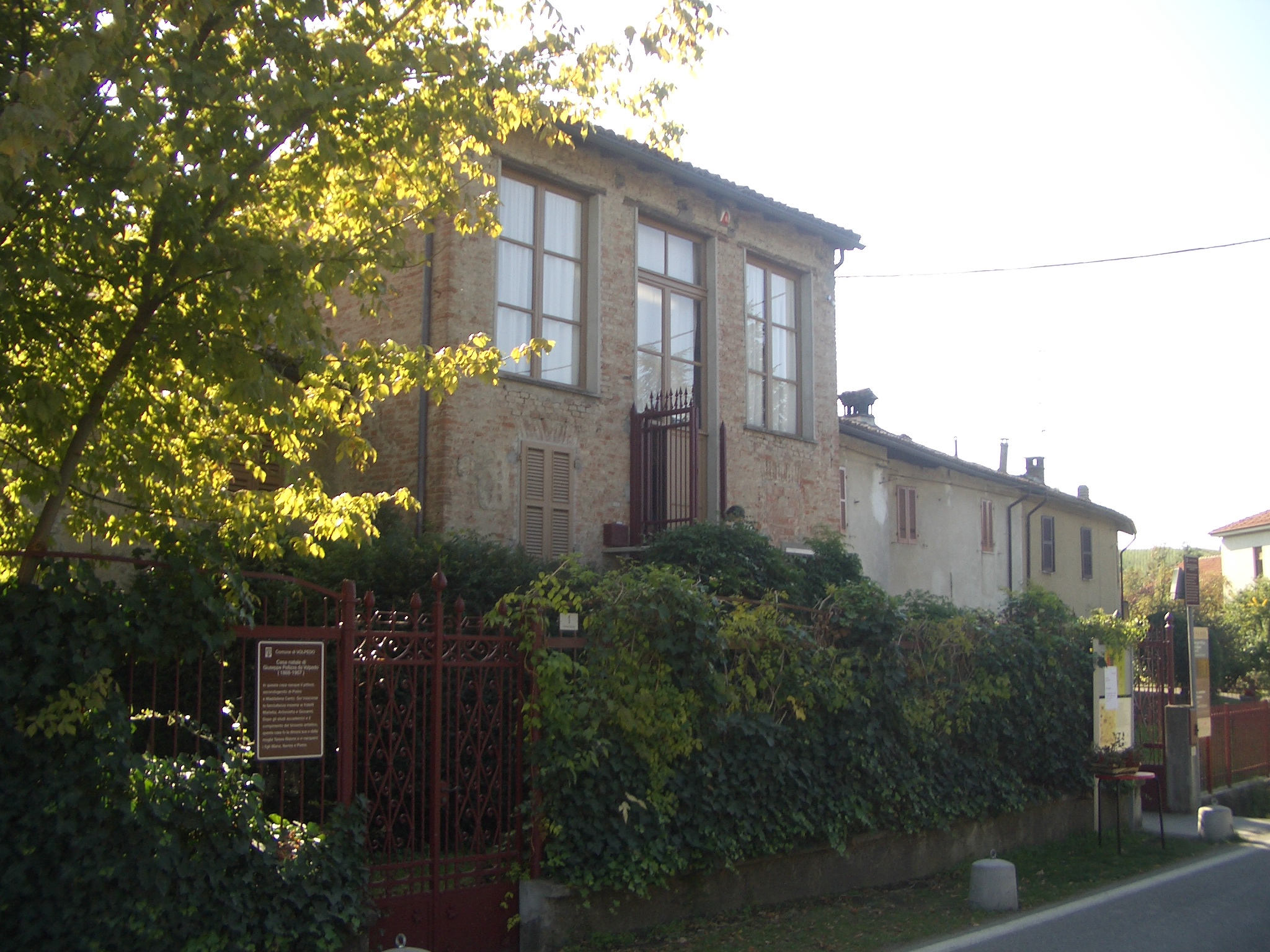
L'estudi de Pellizza da Volpedo
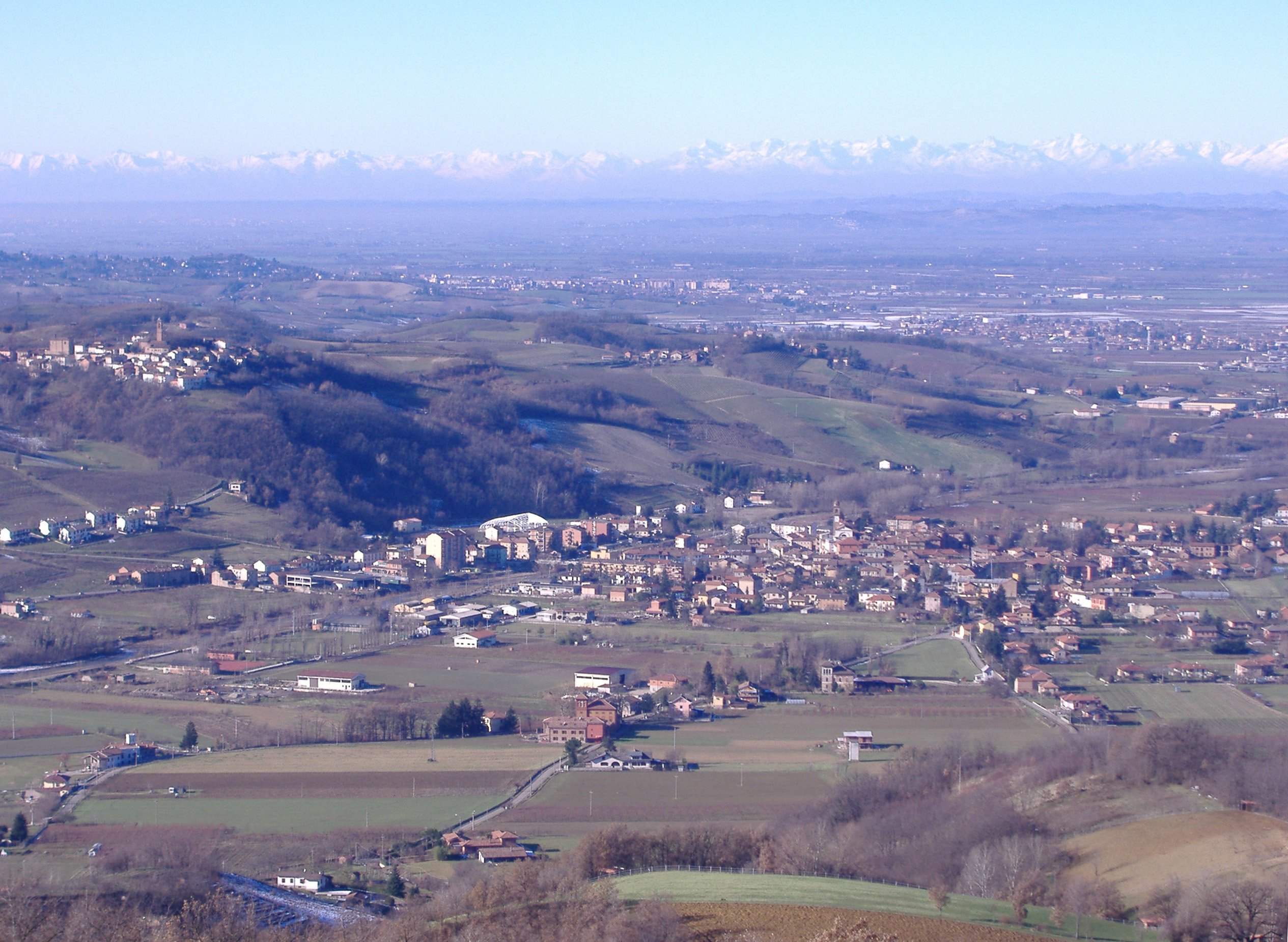
Panorama de Volpedo
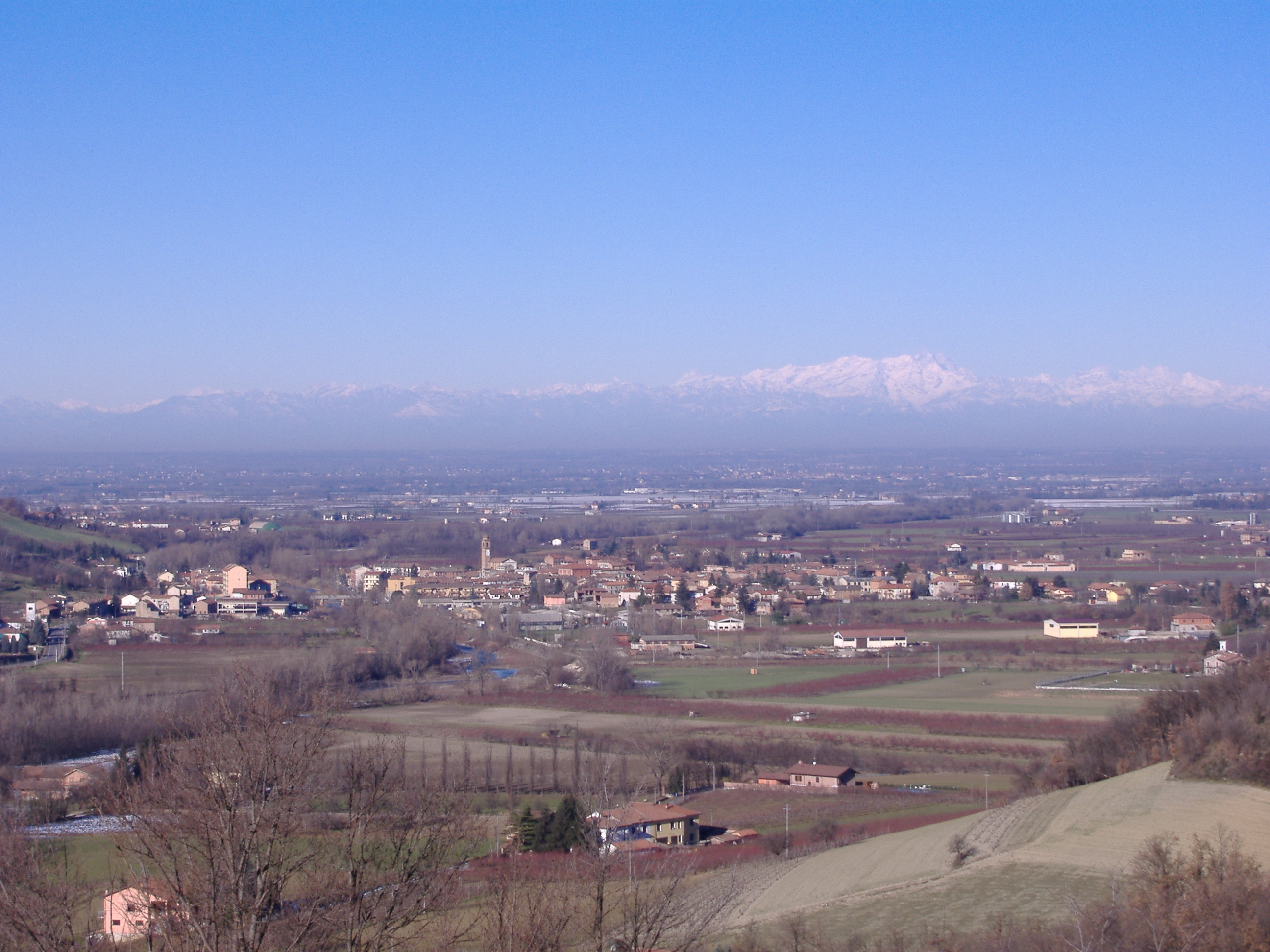
Volpedo amb el Monte Rosa